# نادي الفهد
نادي الفهد الرياضي هو فريق كرة قدم عراقي مقره في الخالدية، الأنبار، يلعب في الدوري العراقي الممتاز .

## روابط خارجية
- نادي الفهد على Goalzz.com
- أندية العراق - تواريخ التأسيس

قالب:الدوري العراقي الدرجة الأولى